# Sharon Bowles

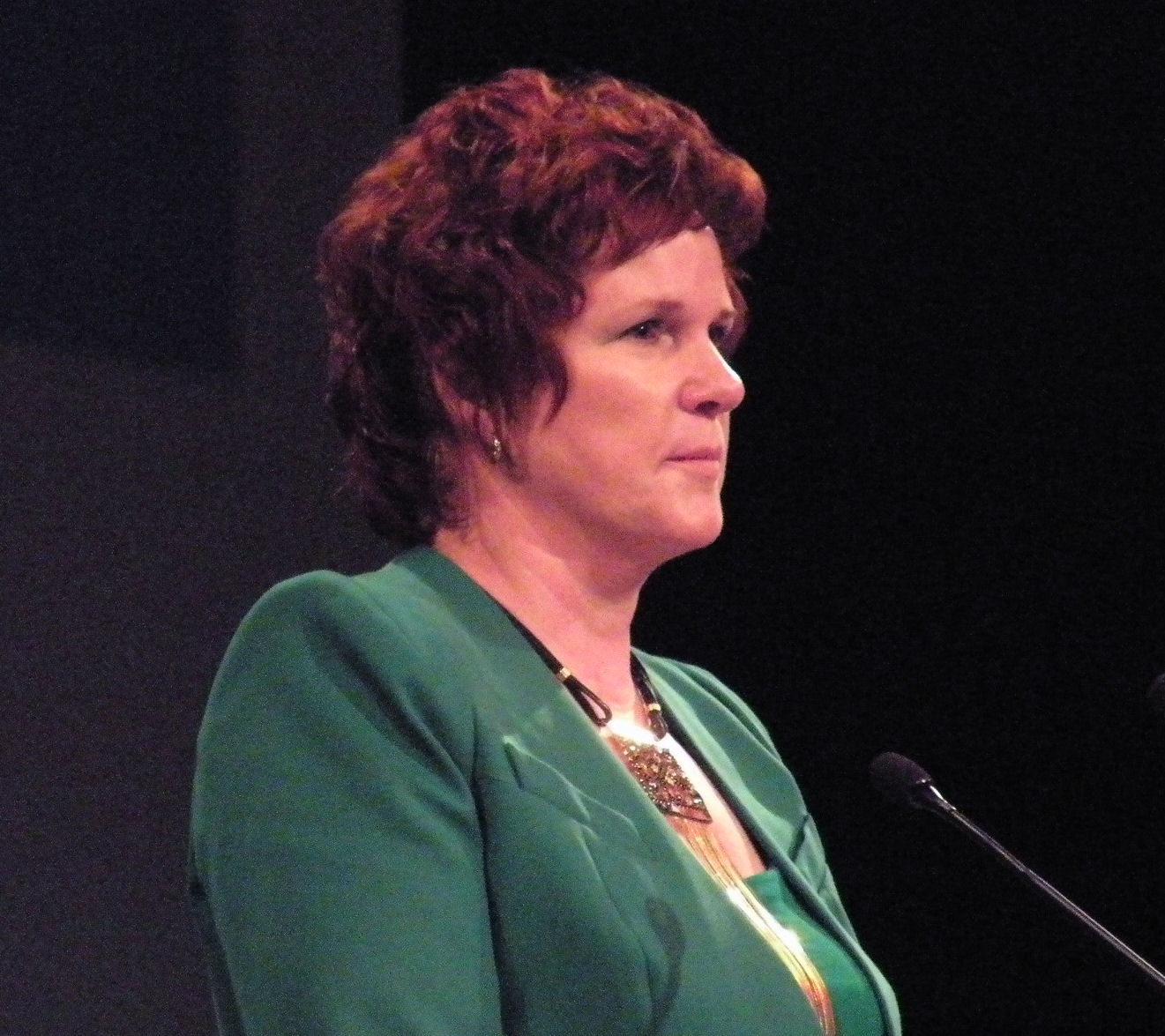
Sharon Bowles

Sharon Margaret Bowles, Baroness Bowles of Berkhamsted (* 12. Juni 1953 in Oxford) ist eine britische Patentanwältin und Politikerin (Liberal Democrats). Sie war von 2004 bis 2014 Mitglied des Europäischen Parlaments und ist seit 2015 Mitglied des House of Lords und seit 2014 im Vorstand der London Stock Exchange. 
Bowles arbeitete als Patentanwältin und erwarb den Status einer Zugelassenen Vertreterin vor dem Europäischen Patentamt. Sie trat 1992 und 1997 im Wahlkreis Aylesbury erfolglos bei den britischen Unterhauswahlen an. 2004 rückte Bowles für Chris Huhne in das Europäische Parlament nach, der in das House of Commons gewählt wurde. Bei der Europawahl 2009 gelang ihr der Wiedereinzug. Sie wurde im Bezirk South East England gewählt und war Mitglied in der Fraktion der Allianz der Liberalen und Demokraten für Europa. Bowles war bis zum 30. Juni 2014 Vorsitzende des Ausschusses für Wirtschaft und Währung und damit Mitglied in der Konferenz der Ausschussvorsitze. 2014 schied sie aus dem Europaparlament aus, nachdem sie nicht erneut angetreten war. Am 15. August 2014 wurde sie Vorstandsmitglied der London Stock Exchange. Am 23. Oktober 2015 wurde Bowles zum Life Peer mit dem Titel Baroness Bowles of Berkhamsted, of Bourne End in the County of Hertfordshire, ernannt. Damit wurde sie auch Mitglied des House of Lords.
Sie ist verheiratet und hat zwei Kinder.